# Château (Saône-et-Loire)
Pour les articles homonymes, voir Château (homonymie).
Château est une commune française située dans le département de Saône-et-Loire, en région Bourgogne-Franche-Comté.

## Géographie
Sur le territoire de la commune est partiellement implantée une forêt domaniale : la forêt des Trois-Monts (contenance totale : 487,65 ha), majoritairement peuplée de feuillus.

### Climat
Pour des articles plus généraux, voir Climat de la Bourgogne-Franche-Comté et Climat de Saône-et-Loire.
En 2010, le climat de la commune est de type climat océanique dégradé des plaines du Centre et du Nord, selon une étude du Centre national de la recherche scientifique s'appuyant sur une série de données couvrant la période 1971-2000. En 2020, Météo-France publie une typologie des climats de la France métropolitaine dans laquelle la commune est dans une zone de transition entre le climat océanique altéré et le climat océanique altéré et est dans une zone de transition entre les régions climatiques « Centre et contreforts nord du Massif Central » et « Bourgogne, vallée de la Saône ».
Pour la période 1971-2000, la température annuelle moyenne est de 10,4 °C, avec une amplitude thermique annuelle de 17,6 °C. Le cumul annuel moyen de précipitations est de 1 064 mm, avec 12,2 jours de précipitations en janvier et 8 jours en juillet. Pour la période 1991-2020, la température moyenne annuelle observée sur la station météorologique de Météo-France la plus proche, « Jalogny_sapc », sur la commune de Jalogny à 2 km à vol d'oiseau, est de 11,2 °C et le cumul annuel moyen de précipitations est de 873,4 mm. 
La température maximale relevée sur cette station est de 39,6 °C, atteinte le 12 août 2003 ; la température minimale est de −21,6 °C, atteinte le 17 janvier 1985,,.
Les paramètres climatiques de la commune ont été estimés pour le milieu du siècle (2041-2070) selon différents scénarios d'émission de gaz à effet de serre à partir des nouvelles projections climatiques de référence DRIAS-2020. Ils sont consultables sur un site dédié publié par Météo-France en novembre 2022.

## Urbanisme

### Typologie
Au 1er janvier 2024, Château est catégorisée commune rurale à habitat très dispersé, selon la nouvelle grille communale de densité à sept niveaux définie par l'Insee en 2022.
Elle est située hors unité urbaine. Par ailleurs la commune fait partie de l'aire d'attraction de Mâcon, dont elle est une commune de la couronne,. Cette aire, qui regroupe 105 communes, est catégorisée dans les aires de 50 000 à moins de 200 000 habitants,.

### Occupation des sols
L'occupation des sols de la commune, telle qu'elle ressort de la base de données européenne d’occupation biophysique des sols Corine Land Cover (CLC), est marquée par l'importance des territoires agricoles (52,7 % en 2018), une proportion sensiblement équivalente à celle de 1990 (53 %). La répartition détaillée en 2018 est la suivante : prairies (52,7 %), forêts (46,1 %), milieux à végétation arbustive et/ou herbacée (1,1 %). L'évolution de l’occupation des sols de la commune et de ses infrastructures peut être observée sur les différentes représentations cartographiques du territoire : la carte de Cassini (XVIIIe siècle), la carte d'état-major (1820-1866) et les cartes ou photos aériennes de l'IGN pour la période actuelle (1950 à aujourd'hui).

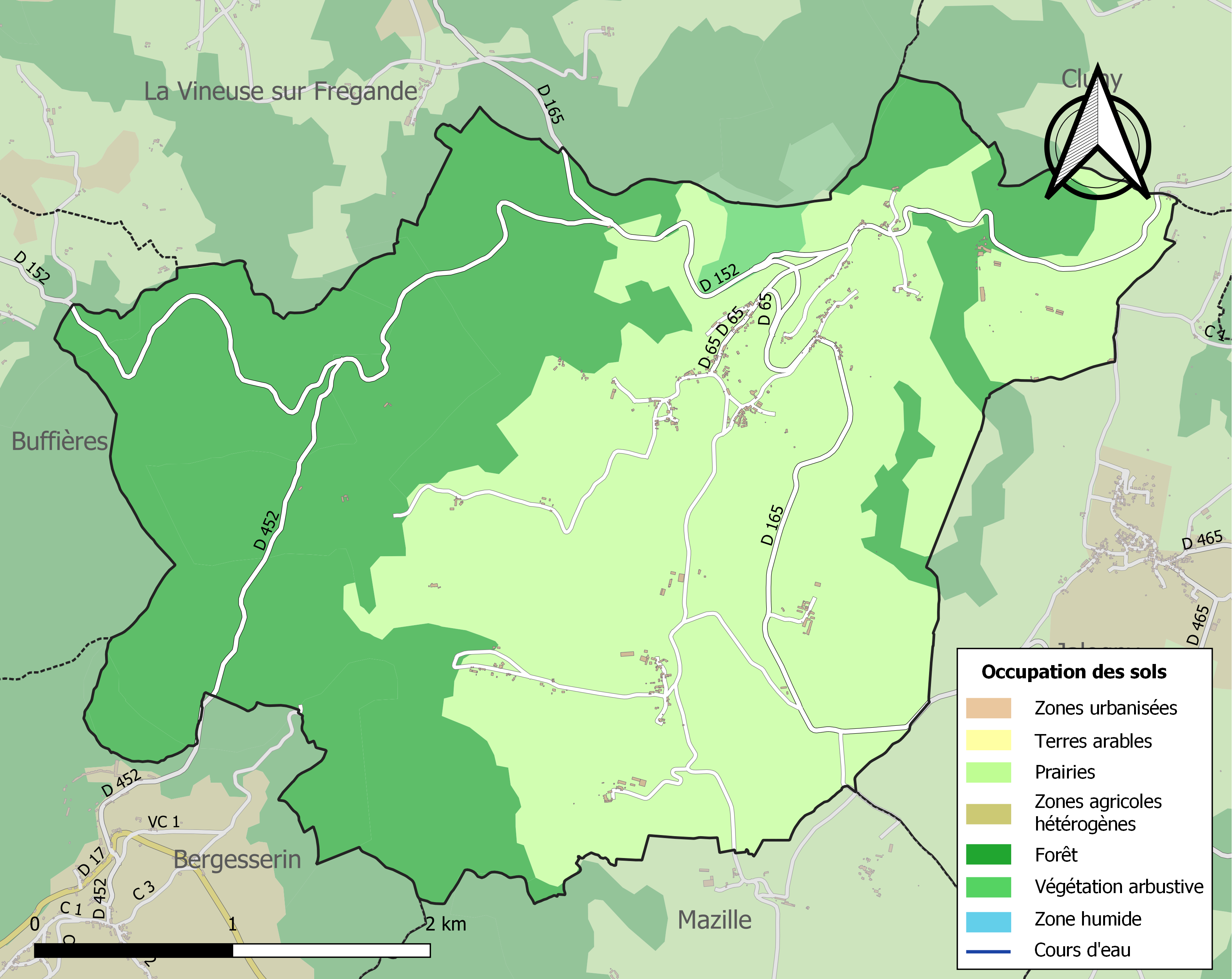
Carte des infrastructures et de l'occupation des sols de la commune en 2018 (CLC).

## Histoire

### Préhistoire
En 1863, la route D 165 est élargie ; à cette occasion, sur le flanc est du plateau de la Garenne est découvert un réseau karstique très ancien démantelé par l'érosion puis par les travaux de carrière du XIXe siècle. Il contient une « prodigieuse quantité d'os d'ours et de lion des cavernes ». Aucune étude de ces vestiges n'est réalisée jusqu'en 1968, lorsque A. et J. Argant fouillent le site pendant 40 ans.
Deux brèches contiennent une faune de milieu tempéré froid et de paysage ouvert, confirmée par la paléopalynologie. L'ours (Ursus deningeri) domine largement, qui est cependant remarquable par l'abondance de grands félins (Panthera gombaszogensis et Panthera spelaea fossilis). 
L'ensemble Nord livre aussi le canidé (Canis lupus mosbachensis) et une espèce de rat d'eau, Arvicola cantiana. La brèche 4, la plus ancienne, est attribuée au début du Pléistocène moyen et les brèches 2 et 3, les plus fossilifères, du milieu du Pléistocène moyen.

### Moyen Âge
De la longue présence celte, romaine ou gallo-romaine, l'histoire n'a retenu que le nom de Castellum (Château) qui aurait donné son nom au pays.
En 878 Louis le Bègue, fils du roi Charles le Chauve, donne au chapitre de Saint-Vincent-de-Mâcon sa villa de Château avec son castel et son église.
Mais après les ravages de la guerre de Cent Ans au XVe siècle, les guerres de Religion dévastent de nouveau la région au XVIe siècle et en 1597 à Château : « Toute la construction est par terre, seule la grande tour reste debout. » (document d'archive). Cette tour devient le clocher de l'église en 1848. Après de nombreuses fonctions, la salle du 1er étage est transformée en salle d'exposition.

### Les Hospitaliers
Rhôdes, commanderie des Hospitaliers de l'ordre de Saint-Jean de Jérusalem (langue d'Auvergne).

### Temps modernes
Sous la Révolution française, la commune porte provisoirement le nom de La Combe.
Pays viticole à l'origine, Château devient essentiellement pays d'élevage vers le milieu du XXe siècle.
Château dispose durant toute la première moitié du XIXe siècle de l'une des onze stations (ou postes télégraphiques aériens) du télégraphe Chappe implantées en Saône-et-Loire (le long de la ligne Paris-Toulon), installation mise en service en 1807 et qui cesse de fonctionner en 1853, remplacée par la télégraphie électrique.

## Politique et administration
| Période                                  | Période   | Identité                    | Étiquette | Qualité |
| ---------------------------------------- | --------- | --------------------------- | --------- | ------- |
| 1789                                     | 1791      | Théodore Gormand            |           |         |
| 1791                                     | 1800      | Jean Barraud                |           |         |
| 1800                                     | 1807      | Le citoyen Picquet          |           |         |
| 1808                                     | 1821      | François-Louis de Borde     |           |         |
| 1821                                     | 1827      | Claude Ducrôt               |           |         |
| 1827                                     | 1846      | Edouard Dubois              |           |         |
| 1846                                     | 1852      | Claude de Borde             |           |         |
| 1852                                     | 1865      | Pierre Dufour               |           |         |
| 1865                                     | 1870      | Stanislas Aucaigne          |           |         |
| 1870                                     | 1874      | Etienne Maire               |           |         |
| 1874                                     | 1876      | François Pelletrat de Borde |           |         |
| 1876                                     | 1884      | Théodore Chavot             |           |         |
| 1884                                     | 1888      | Francis de Borde            |           |         |
| 1888                                     | 1892      | Théodore Chavot             |           |         |
| 1892                                     | 1900      | Jacques Savin               |           |         |
| 1900                                     | 1923      | Claude Litaudon             |           |         |
| 1923                                     | 1928      | Jacques Mondange            |           |         |
| 1928                                     | 1949      | Claude Laroche              |           |         |
| 1949                                     | 1953      | Paul Giloux                 |           |         |
| 1953                                     | mars 1959 | Claude Genou                |           |         |
| mars 1959                                | mars 1965 | Paul Giloux                 |           |         |
| mars 1965                                | mars 1977 | Albert Lardy                |           |         |
| mars 1977                                | mars 2014 | Maurice Nugues              |           |         |
| mars 2014                                | en cours  | Pierre Nugues               |           |         |
| Les données manquantes sont à compléter. |           |                             |           |         |

## Démographie
L'évolution du nombre d'habitants est connue à travers les recensements de la population effectués dans la commune depuis 1793. Pour les communes de moins de 10 000 habitants, une enquête de recensement portant sur toute la population est réalisée tous les cinq ans, les populations de référence des années intermédiaires étant quant à elles estimées par interpolation ou extrapolation. Pour la commune, le premier recensement exhaustif entrant dans le cadre du nouveau dispositif a été réalisé en 2005.

En 2022, la commune comptait 232 habitants, en évolution de +3,11 % par rapport à 2016 (Saône-et-Loire : −1,06 %, France hors Mayotte : +2,11 %).
| 1793 | 1800 | 1806 | 1821 | 1831 | 1836 | 1841 | 1846 | 1851 |
| ---- | ---- | ---- | ---- | ---- | ---- | ---- | ---- | ---- |
| 667  | 582  | 637  | 713  | 795  | 692  | 697  | 736  | 703  |

| 1856 | 1861 | 1866 | 1872 | 1876 | 1881 | 1886 | 1891 | 1896 |
| ---- | ---- | ---- | ---- | ---- | ---- | ---- | ---- | ---- |
| 655  | 628  | 644  | 612  | 629  | 576  | 565  | 571  | 524  |

| 1901 | 1906 | 1911 | 1921 | 1926 | 1931 | 1936 | 1946 | 1954 |
| ---- | ---- | ---- | ---- | ---- | ---- | ---- | ---- | ---- |
| 515  | 511  | 471  | 369  | 332  | 270  | 266  | 245  | 214  |

| 1962 | 1968 | 1975 | 1982 | 1990 | 1999 | 2005 | 2006 | 2010 |
| ---- | ---- | ---- | ---- | ---- | ---- | ---- | ---- | ---- |
| 200  | 169  | 128  | 139  | 157  | 223  | 219  | 215  | 266  |

| 2015 | 2020 | 2022 | - | - | - | - | - | - |
| ---- | ---- | ---- | - | - | - | - | - | - |
| 231  | 233  | 232  | - | - | - | - | - | - |

## Culture locale et patrimoine

### Lieux et monuments
- Un donjon-beffroi du XIIIe siècle, haut d'une vingtaine de mètres, au hameau de Vernay[20].